# Unión de Iglesias Evangélicas Bautistas de Chile
La Unión de Iglesias Evangélicas Bautistas de Chile (UBACH) es una asociación cristiana evangélica de iglesias bautistas que tiene su sede en Santiago de Chile, Chile. Ella está afiliada a la Unión Bautista Latinoamericana y a la Alianza Bautista Mundial.

## Historia

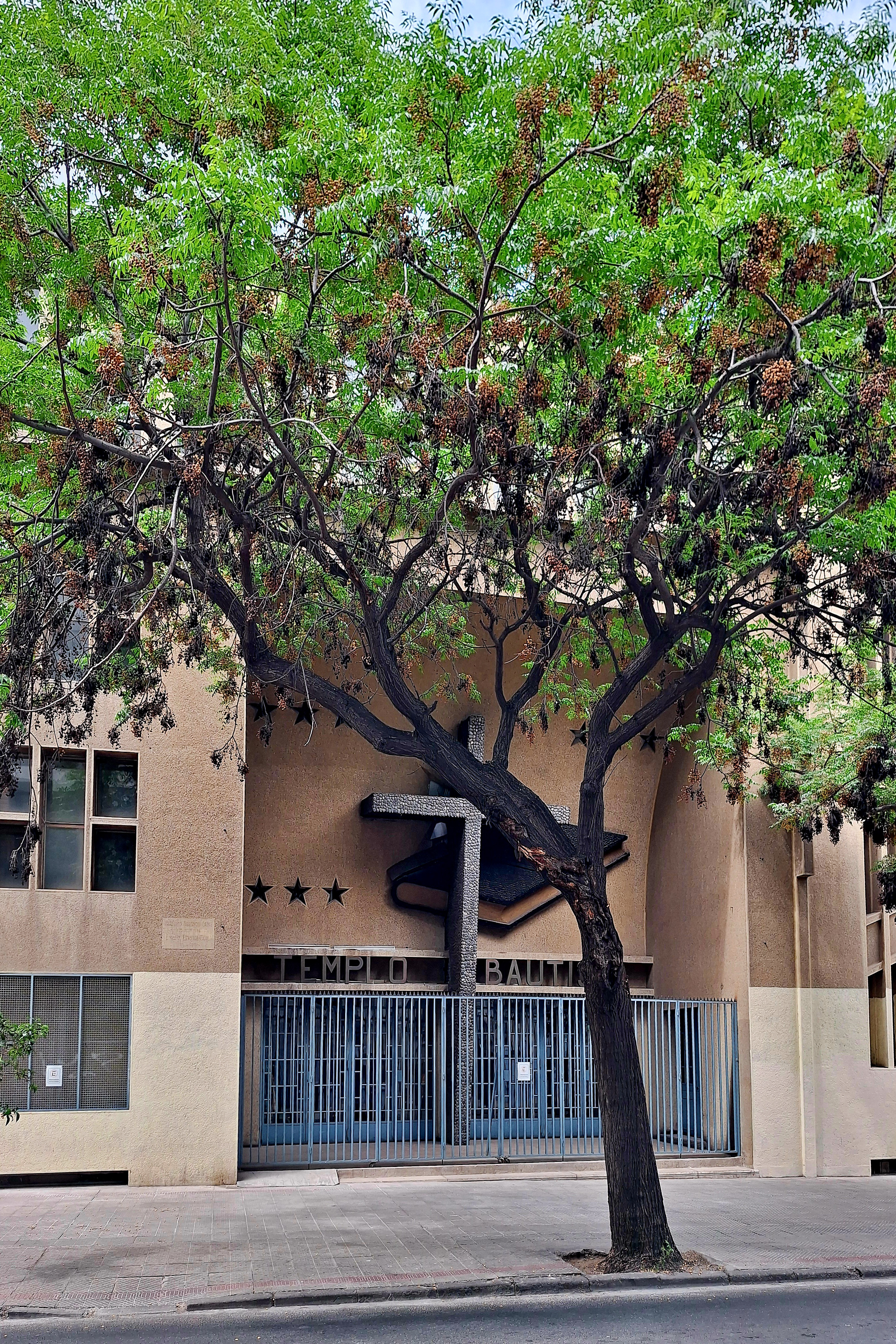
Primera Iglesia Evangélica Bautista de Santiago de Chile.

El primer bautista que pisa suelo chileno en 1821, fue el educador inglés James Thompson, el cual fue invitado por el propio Bernardo O’Higgins. Con la llegada de colonos alemanes bautistas, en la última década del siglo XIX se comenzaron a celebrar cultos en alemán para luego hacerlo en el idioma vernáculo, lo que dio como resultado la conversión de los primeros chilenos a la fe cristiana evangélica bautista.
El establecimiento de la primera Iglesia bautista en Chile fue gracias al misionero escocés Daniel T. MacDonald en 1890. Entre los muchos bautistas autóctonos, surge el nombre del primer pastor bautista chileno: Wenceslao Valdivia. 
Seis iglesias bautistas formaron la Convención Evangélica Bautista de Chile, en la ciudad de Cajón el 26 de abril de 1908, en la Región de La Araucanía, en el sur de Chile.
Alrededor de 1920, los bautistas chilenos inician un convenio de apoyo misionero, con una misión americana de la Junta de Misiones Internacionales y en 1922 se forma en Chile la Sociedad Evangélica Bautista. Esta Corporación le da el marco legal a la obra bautista chilena en todo lo relacionado con el patrimonio y la puesta en marcha de proyectos educacionales y sociales como Colegios, Hogares de Menores, Hogares de Adultos Mayores, un Consultorio en Antofagasta, entre otros.
El año 1947 nace jurídicamente la Convención Evangélica Bautista de Chile, corporación de derecho privado, que agrupó por más de 50 años a las congregaciones bautistas del país. En 2001 tomó su nombre actual. Según un censo de la asociación, en 2023 dijo que tenía 539 iglesias y 25,749 miembros.

## Escuelas
En 1938 se fundó el Seminario Teológico Bautista de Santiago,el cual otorga grados de Licenciatura y Magíster, así como programas de Diplomados y Cursos, por medio del Centro de Formación y Liderazgo.
En 2011 se crea el Seminario Teológico Bautista de la Araucanía, con sede en Temuco, mientras que en 2014 se crea el Instituto Teológico Bautista de Antofagasta.

## Organización Misionera
La Convención tiene una organización misionera, Dirección Nacional de Misiones. 

## Programas sociales
Tiene una organización humanitaria, Fundación Bautista PARA AMAR. 

## Organización

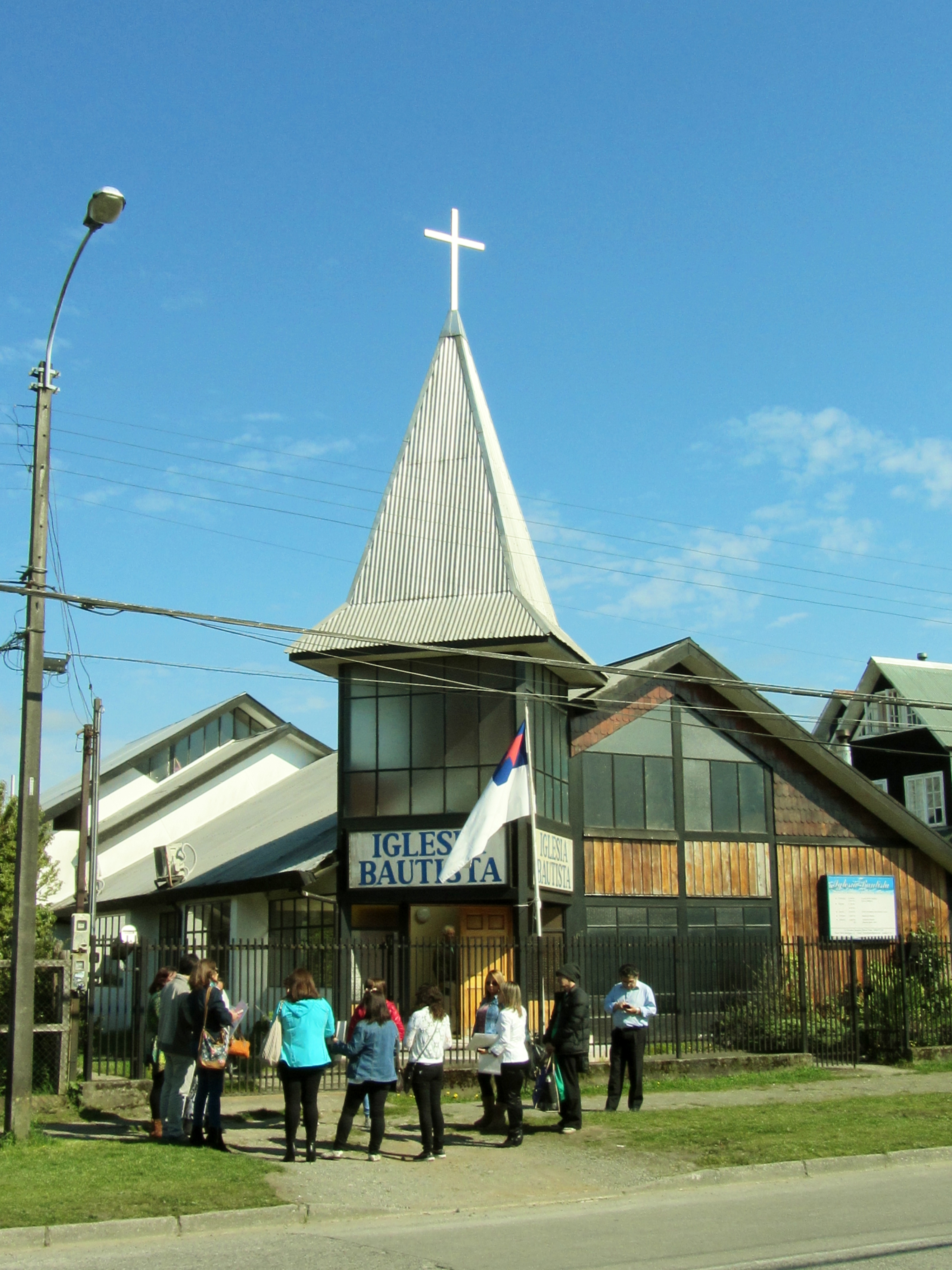
Iglesia Bautista de Puerto Varas

### Directorio nacional
Para su funcionamiento se rige por estatutos y reglamentos. Está organizada por un directorio ejecutivo compuesto por el presidente, vicepresidente, secretaria, tesorero, tres vocales y el presidente de la unión nacional de pastores bautistas.  A ésta directiva se suman las Direcciones Ministeriales  que son cinco: Misiones, Oración, Testimonio Social, Niñez-Adolescencia y Comunicaciones. 	
UBACH convoca a una asamblea anual en la que tienen voz todas las iglesias bautistas del país, que en un ejercicio democrático eligen mediante voto cada 4 años a su directorio. También en un ejercicio de transparencia, se da cuenta de las finanzas nacionales, del trabajo que se realiza a nivel de Asociaciones Regionales y de los alcances logrados por las entidades bautistas vigentes: Fundación Para Amar, Fundación Diego Thompson , Corporación Educacional y la Fundación para la Esperanza de Niñez y Adolescencia - ENA.
En su núcleo organizacional  y de toma de decisiones encontramos el Consejo de Planificación y Coordinación integrado por el directorio ejecutivo, los directores ministeriales, los líderes de las 13 asociaciones regionales de iglesias, los presidentes de uniones nacionales de organizaciones bautistas, las fundaciones y corporaciones que dependen de UBACH.

### Uniones nacionales
La UBACH organiza y subdivide su trabajo eh uniones, que fungen las funciones similares a la de una pastoral en otras iglesias cristianas. Éstas se dividen en cuatro áreas: 
- Unión Femenil
- Unión de Jóvenes
- Unión de Pastores
- Unión de Hombres

### Asuntos ecuménicos
Para los asuntos de carácter ecuménico con otras iglesias del protestantismo chileno, la UBACH es miembro del Concilio de Iglesias Protestantes Históricas de Chile (CIPHCh).